# Antoni Massana i Bertran
Antoni Massana i Bertran SJ (* 1890 in Barcelona; † 1966 in Raïmat) war ein katalanischer Komponist, Ordensangehöriger des Jesuitenordens und Pastoraltheologe.

## Leben und Werk
Antoni Massana studierte in Barcelona Klavier bei  Enrique Granados, Frank Marshall und Komposition bei Enric Morera, Cristòfor Taltabull sowie kompositorische Anwendung auf das Volkslied bei Felip Pedrell. 1911 trat er dem Jesuitenorden bei; 1922 wurde er zum Priester geweiht. Anschließend ging er nach Rom und studierte Kirchenmusik und Gregorianik; er schloss seine Studien in München und in Solesmes ab.
Massana hinterließ ein umfangreiches, vielseitiges Werk. Bemerkenswert sind die Canigó-Opern (1934, Uraufführung 1936 und 1953 im Liceu de Barcelona) nach einem Text von Josep Carner basierend auf einem Werk von Jacint Verdaguer musikalisch beeinflusst von Richard Wagner. Diese Werke spielte Massana auch auf Tonträger ein. Bemerkenswert ist auch die Oper Nuredduna (1947) nach einem Libretto von Miquel Forteza basierend auf dem Werk La deixa del geni grec von Miquel Costa i Llobera. Massana hinterließ auch Oratorien wie Montserrat (1925), Xavier (1932), La creació (1946) und Ignis flagrans (1951) sowie symphonische Werke wie Fantasia (1929) und Elegia a Debussy (1930).
In den Jahren 1949 bis 1953 präsentierte er seine Werke in Südamerika, zunächst in Brasilien. Neben seiner pastoralen Arbeit führte er seine Werke in Rio de Janeiro, São Paulo und Recife. Im folgenden Jahr ließ er sich in Buenos Aires nieder, wo er die Sinfonía in c Moll (1952) und ein Konzert für Klavier (1953) schrieb. In der argentinischen Hauptstadt präsentierte er auch das 1946 in Barcelona uraufgeführte Oratorium La Creació. Er schrieb auch Stücke für Klavier, Motetten, Kantaten für Violine und Orgel sowie Lieder.
Massana betrachtete sich als Neoromantiker, als derjenige, der die deutschen Schulen von Richard Wagner und Richard Strauss fortführte; er erkannte auch den Einfluss von Claude Debussy in seinem Werk an.